# Vrocourt
Cet article possède un paronyme, voir Frocourt.
Pour l’article ayant un titre homophone, voir Vraucourt.
Vrocourt est une commune française située dans le département de l'Oise, en région Hauts-de-France.

## Géographie

### Description
Village picard de la vallée du Thérain, situé sur la route Beauvais - Dieppe (RD 133) et aisément accessible par l'ancienne RN 30 (actuelle RD 930).

### Communes limitrophes
|                          | Gremevillers |             |
| Lachapelle-sous-Gerberoy | Vrocourt     | Martincourt |
|                          | Hanvoile     |             |

### Hydrographie

#### Réseau hydrographique
La commune est située dans le bassin Seine-Normandie. Elle est drainée par le Thérain,.
Le Thérain, d'une longueur de 94 km, prend sa source dans la commune de Gaillefontaine et se jette  dans l'Oise à Saint-Leu-d'Esserent, après avoir traversé 43 communes. 

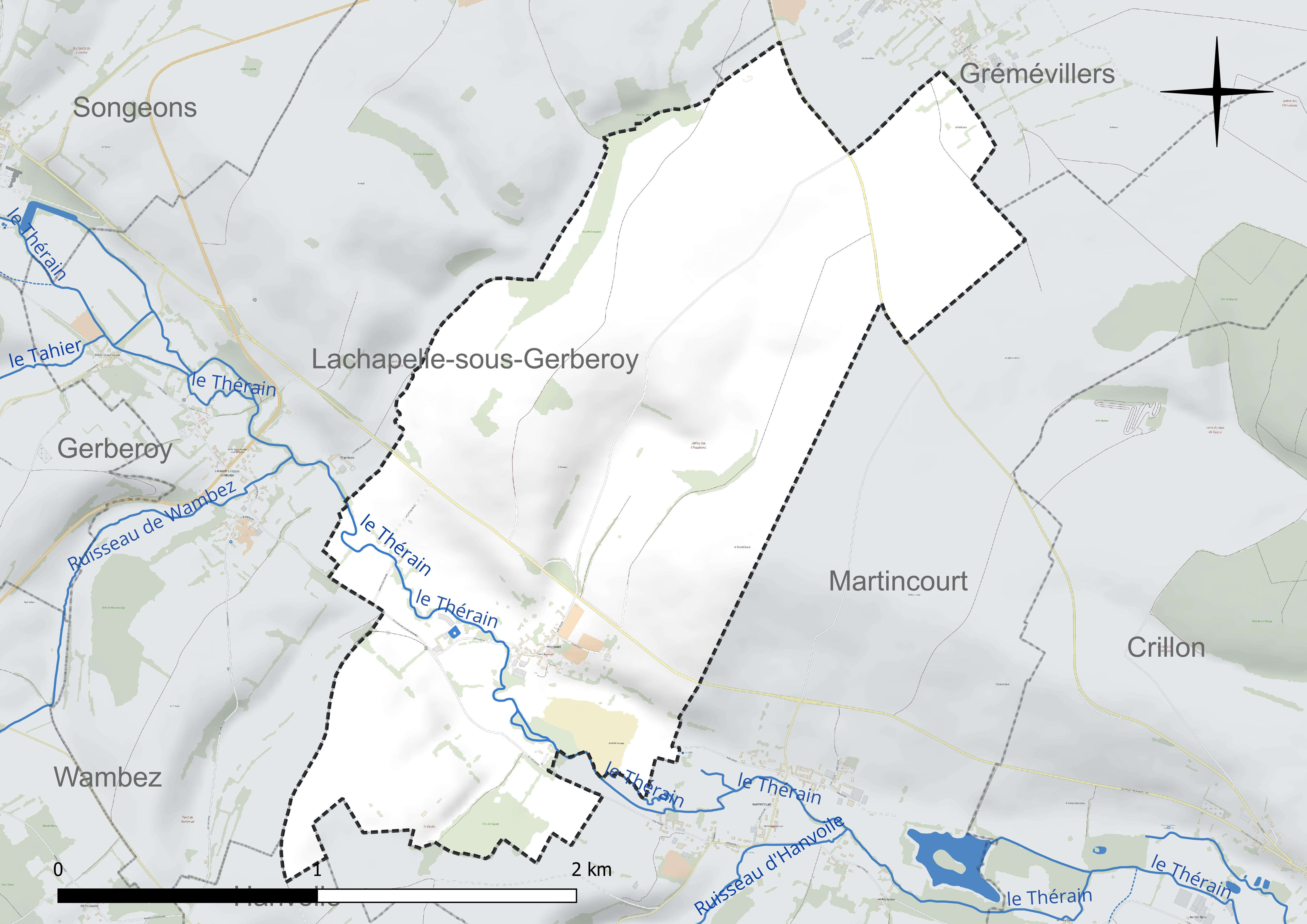
Réseau hydrographique de Vrocourt.

#### Gestion et qualité des eaux
Le territoire communal est couvert par le schéma d'aménagement et de gestion des eaux (SAGE) « Sensée ». Ce document de planification concerne un territoire de 1 219 km2 de superficie, délimité par le bassin versant du Thérain. Le périmètre a été arrêté le 27 janvier 2023 et le SAGE proprement dit est, en 2024, en cours d'élaboration. La structure porteuse de l'élaboration et de la mise en œuvre est le syndicat intercommunal de la Vallée du Thérain (SIVT). 
La qualité des cours d'eau peut être consultée sur un site dédié géré par les agences de l'eau et l'Agence française pour la biodiversité. 

### Climat
Pour des articles plus généraux, voir Climat des Hauts-de-France et Climat de l'Oise.
En 2010, le climat de la commune est de type climat océanique dégradé des plaines du Centre et du Nord, selon une étude du CNRS s'appuyant sur une série de données couvrant la période 1971-2000. En 2020, Météo-France publie une typologie des climats de la France métropolitaine dans laquelle la commune est exposée à un climat océanique et est dans une zone de transition entre les régions climatiques « Nord-est du bassin Parisien » et « Côtes de la Manche orientale ». 
Pour la période 1971-2000, la température annuelle moyenne est de 10,1 °C, avec une amplitude thermique annuelle de 13,8 °C. Le cumul annuel moyen de précipitations est de 778 mm, avec 12,3 jours de précipitations en janvier et 8,5 jours en juillet. Pour la période 1991-2020, la température moyenne annuelle observée sur la station météorologique la plus proche, située sur la commune de Saint-Arnoult à 12 km à vol d'oiseau, est de 10,4 °C et le cumul annuel moyen de précipitations est de 797,2 mm,. Pour l'avenir, les paramètres climatiques de la commune estimés pour 2050 selon différents scénarios d'émission de gaz à effet de serre sont consultables sur un site dédié publié par Météo-France en novembre 2022.

## Urbanisme

### Typologie
Au 1er janvier 2024, Vrocourt est catégorisée commune rurale à habitat très dispersé, selon la nouvelle grille communale de densité à sept niveaux définie par l'Insee en 2022.
Elle est située hors unité urbaine. Par ailleurs la commune fait partie de l'aire d'attraction de Beauvais, dont elle est une commune de la couronne,. Cette aire, qui regroupe 162 communes, est catégorisée dans les aires de 50 000 à moins de 200 000 habitants,.

### Occupation des sols
L'occupation des sols de la commune, telle qu'elle ressort de la base de données européenne d'occupation biophysique des sols Corine Land Cover (CLC), est marquée par l'importance des territoires agricoles (100 % en 2018), une proportion identique à celle de 1990 (100 %). La répartition détaillée en 2018 est la suivante : 
terres arables (70,6 %), prairies (21,3 %), zones agricoles hétérogènes (8,1 %). L'évolution de l'occupation des sols de la commune et de ses infrastructures peut être observée sur les différentes représentations cartographiques du territoire : la carte de Cassini (XVIIIe siècle), la carte d'état-major (1820-1866) et les cartes ou photos aériennes de l'IGN pour la période actuelle (1950 à aujourd'hui).

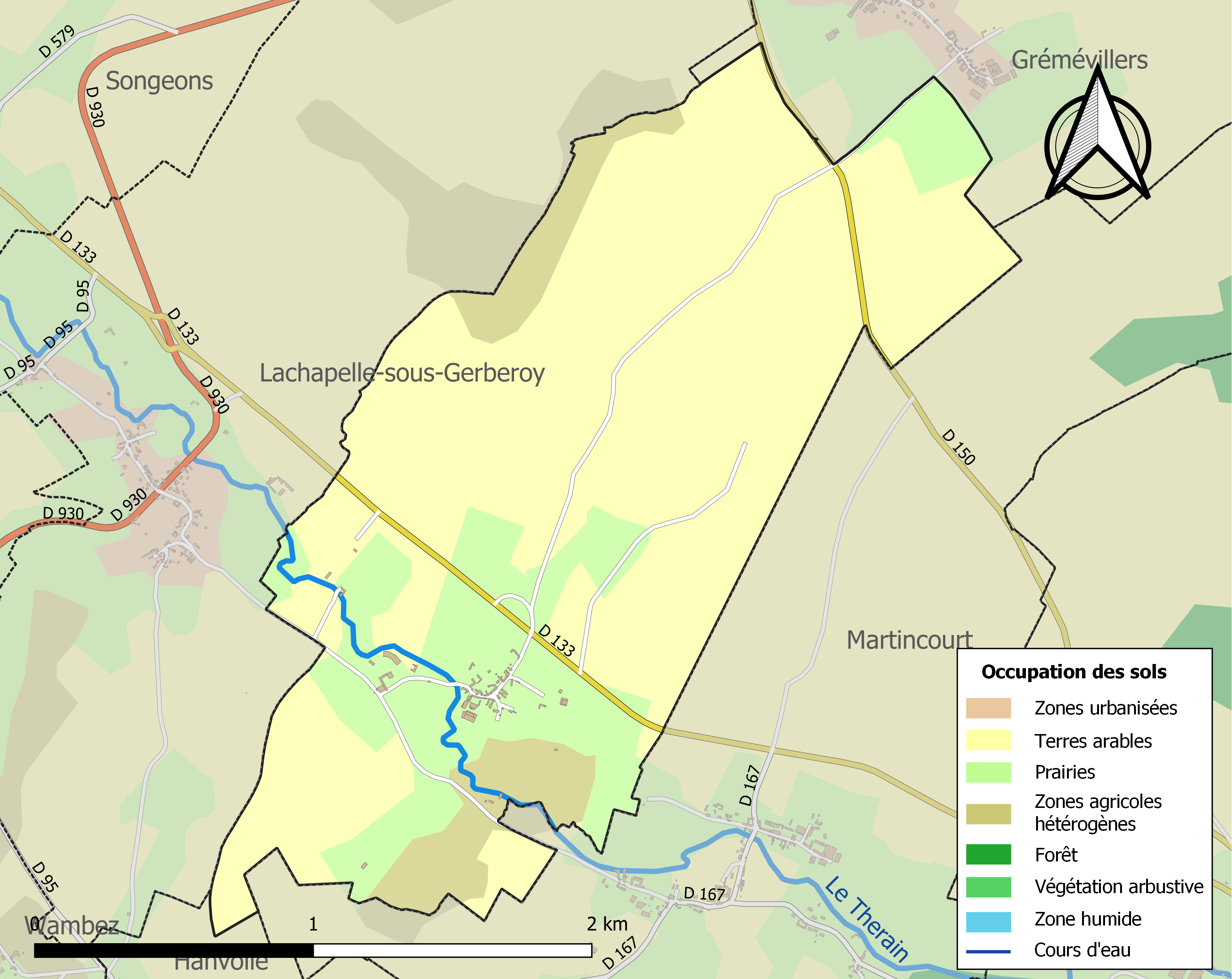
Carte des infrastructures et de l'occupation des sols de la commune en 2018 (CLC).

### Voies de communication et transports
La commune est desservie, en 2023, par les lignes 612 et 6104 du réseau interurbain de l'Oise.

## Toponymie
Le nom de la localité est attesté sous les formes Vroncurtis (1152) ; Evrocourt (1172) ; Brulficuria (vers 1210) ; Ebrulficuria (1240) ; Vroucort (1244) ; Vraencourt (1245) ; Guillelmus de Wroucourt (1250) ; Guillermus de Vroucourt (1250) ; Vrocort (1253) ; Vrocurt (1253) ; Wroecourt (1253) ; Ebrulficurtis (1260) ; Vurecourt (1262) ; Veraudi curia (1269) ; Vroecort (1270) ; Wroucort (1270) ; Wroecourt (1270) ; Wrocort (XIIIe) ; Vrocourt (1454) ; Wrocourt (XVe) ; ecclesia de Vrocourt vel Brocourt (XVIe) ; Vrecourt (1667) ; Vrocourt (XVIIe).

## Politique et administration
| Période                                  | Période                   | Identité       | Étiquette | Qualité                                      |
| ---------------------------------------- | ------------------------- | -------------- | --------- | -------------------------------------------- |
| Les données manquantes sont à compléter. |                           |                |           |                                              |
| mars 2001                                | 2008                      | Jean Denœud    |           |                                              |
| mars 2008                                | 2014                      | Michel Miou    |           | Maçon retraité                               |
| 2014                                     | En cours (au 3 juin 2020) | Aurélie Leguay | DVD       | Technicienne Réélue pour le mandat 2020-2026 |

## Population et société

### Démographie

#### Évolution démographique
L'évolution du nombre d'habitants est connue à travers les recensements de la population effectués dans la commune depuis 1793. Pour les communes de moins de 10 000 habitants, une enquête de recensement portant sur toute la population est réalisée tous les cinq ans, les populations de référence des années intermédiaires étant quant à elles estimées par interpolation ou extrapolation. Pour la commune, le premier recensement exhaustif entrant dans le cadre du nouveau dispositif a été réalisé en 2007.

En 2022, la commune comptait 33 habitants, en évolution de −2,94 % par rapport à 2016 (Oise : +0,87 %, France hors Mayotte : +2,11 %).
| 1793 | 1800 | 1806 | 1821 | 1836 | 1841 | 1846 | 1851 | 1856 |
| ---- | ---- | ---- | ---- | ---- | ---- | ---- | ---- | ---- |
| 131  | 116  | 135  | 145  | 112  | 138  | 117  | 123  | 112  |

| 1861 | 1866 | 1872 | 1876 | 1881 | 1886 | 1891 | 1896 | 1901 |
| ---- | ---- | ---- | ---- | ---- | ---- | ---- | ---- | ---- |
| 108  | 97   | 96   | 117  | 95   | 106  | 90   | 79   | 72   |

| 1906 | 1911 | 1921 | 1926 | 1931 | 1936 | 1946 | 1954 | 1962 |
| ---- | ---- | ---- | ---- | ---- | ---- | ---- | ---- | ---- |
| 75   | 64   | 49   | 51   | 64   | 43   | 54   | 45   | 40   |

| 1968 | 1975 | 1982 | 1990 | 1999 | 2006 | 2007 | 2012 | 2017 |
| ---- | ---- | ---- | ---- | ---- | ---- | ---- | ---- | ---- |
| 40   | 31   | 30   | 33   | 42   | 41   | 41   | 38   | 33   |

| 2022 | - | - | - | - | - | - | - | - |
| ---- | - | - | - | - | - | - | - | - |
| 33   | - | - | - | - | - | - | - | - |

#### Pyramide des âges
La population de la commune est relativement âgée.
En 2018, le taux de personnes d'un âge inférieur à 30 ans s'élève à 18,2 %, soit en dessous de la moyenne départementale (37,3 %). À l'inverse, le taux de personnes d'âge supérieur à 60 ans est de 36,4 % la même année, alors qu'il est de 22,8 % au niveau départemental.
En 2018, la commune comptait 15 hommes pour 18 femmes, soit un taux de 54,55 % de femmes, largement supérieur au taux départemental (51,11 %).
Les pyramides des âges de la commune et du département s'établissent comme suit.
| Hommes | Classe d’âge | Femmes |
| ------ | ------------ | ------ |
| 0,0    | 90 ou +      | 0,0    |
| 6,7    | 75-89 ans    | 5,6    |
| 40,0   | 60-74 ans    | 22,2   |
| 33,3   | 45-59 ans    | 22,2   |
| 13,3   | 30-44 ans    | 22,2   |
| 0,0    | 15-29 ans    | 16,7   |
| 6,7    | 0-14 ans     | 11,1   |

| Hommes | Classe d’âge | Femmes |
| ------ | ------------ | ------ |
| 0,5    | 90 ou +      | 1,4    |
| 5,5    | 75-89 ans    | 7,6    |
| 15,6   | 60-74 ans    | 16,3   |
| 20,8   | 45-59 ans    | 20     |
| 19,4   | 30-44 ans    | 19,4   |
| 17,6   | 15-29 ans    | 16,2   |
| 20,6   | 0-14 ans     | 19,1   |

## Lieux et monuments

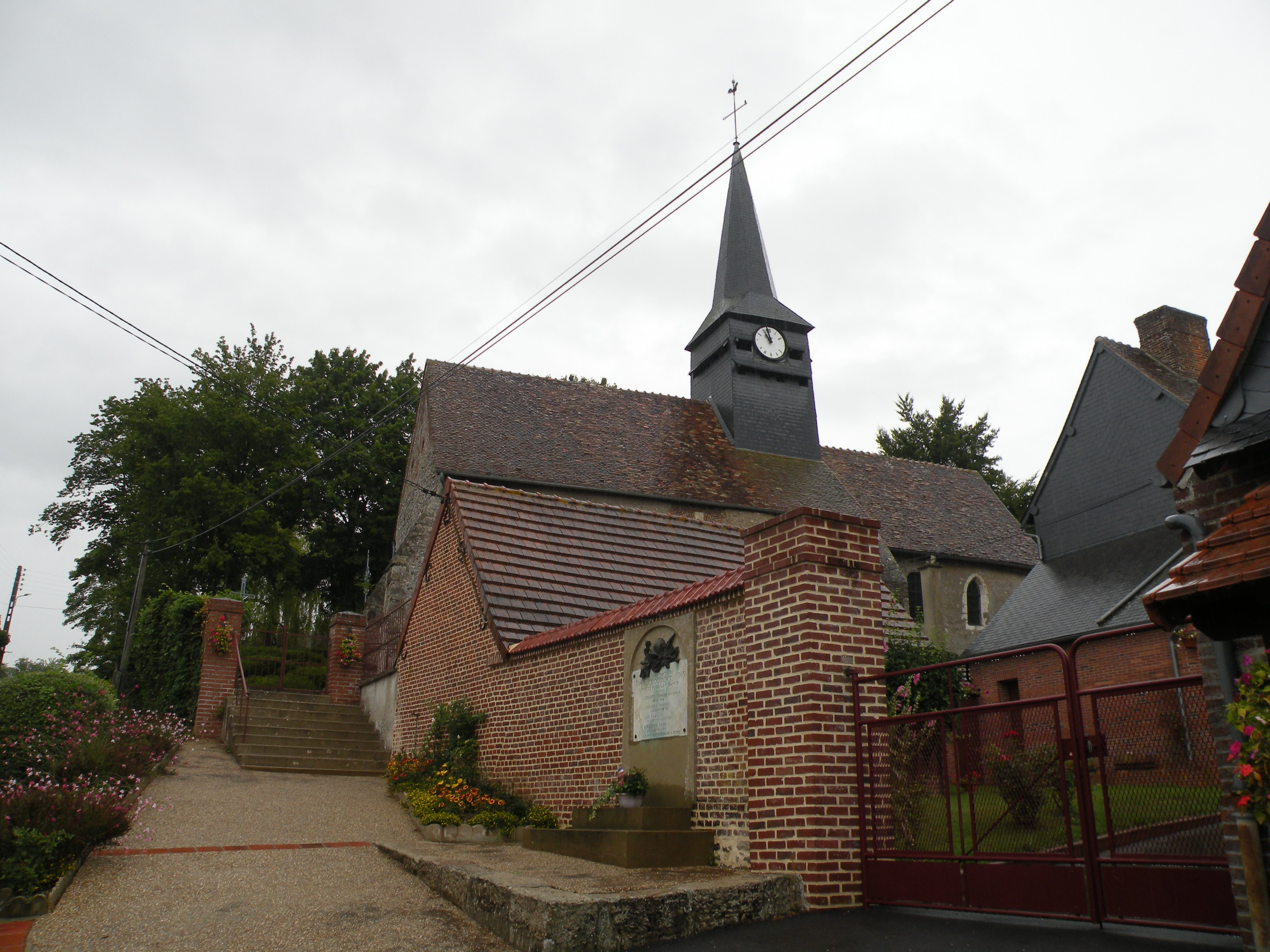
L'église.

- Église Saint-Martin de Vrocourt de 1540 en silex, restaurée en 2004, avec une statue équestre en bois peint de la Charité de saint Martin (fin XVIe siècle)[26].
- Moulin du Clos-Guidon, de 1837 restauré en 2008 (propriété privée)[27],[28].
Ce moulin a eu une carrière complexe, puisque construit comme moulin à huile, il devint moulin à farine en 1872. Acquis par un opticien de Songeons en 1882, il est converti en usine de matériel d´optique, spécialisée dans la préparation des tiges de fers de lunettes et dans le polissage des verres. En 1923, il devient une scierie et cesse son activité en 1980. Le moulin n'est ouvert au public que durant les journées du patrimoine.
- Moulin du Clos-Guérin (également propriété privée).
- Vallée du Thérain.